# Музыкально-теоретические системы

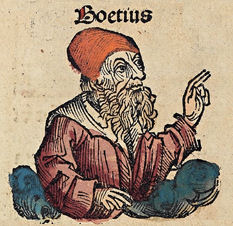
Боэций — философ, теоретик музыки, христианский теолог, государственный деятель

Музыкально-теоретические системы — междисциплинарная музыковедческая дисциплина, сложившаяся в системе российского высшего музыкального образования, изучающая историю науки о музыке.

## Поле исследования
Музыкально-теоретические системы исследуют историю музыкальной науки в ее важнейших явлениях, то есть теоретические концепции различных философов и ученых, и охватывают значительный период истории человечества — от древности до нашего времени.

## Место в системе музыковедческих дисциплин

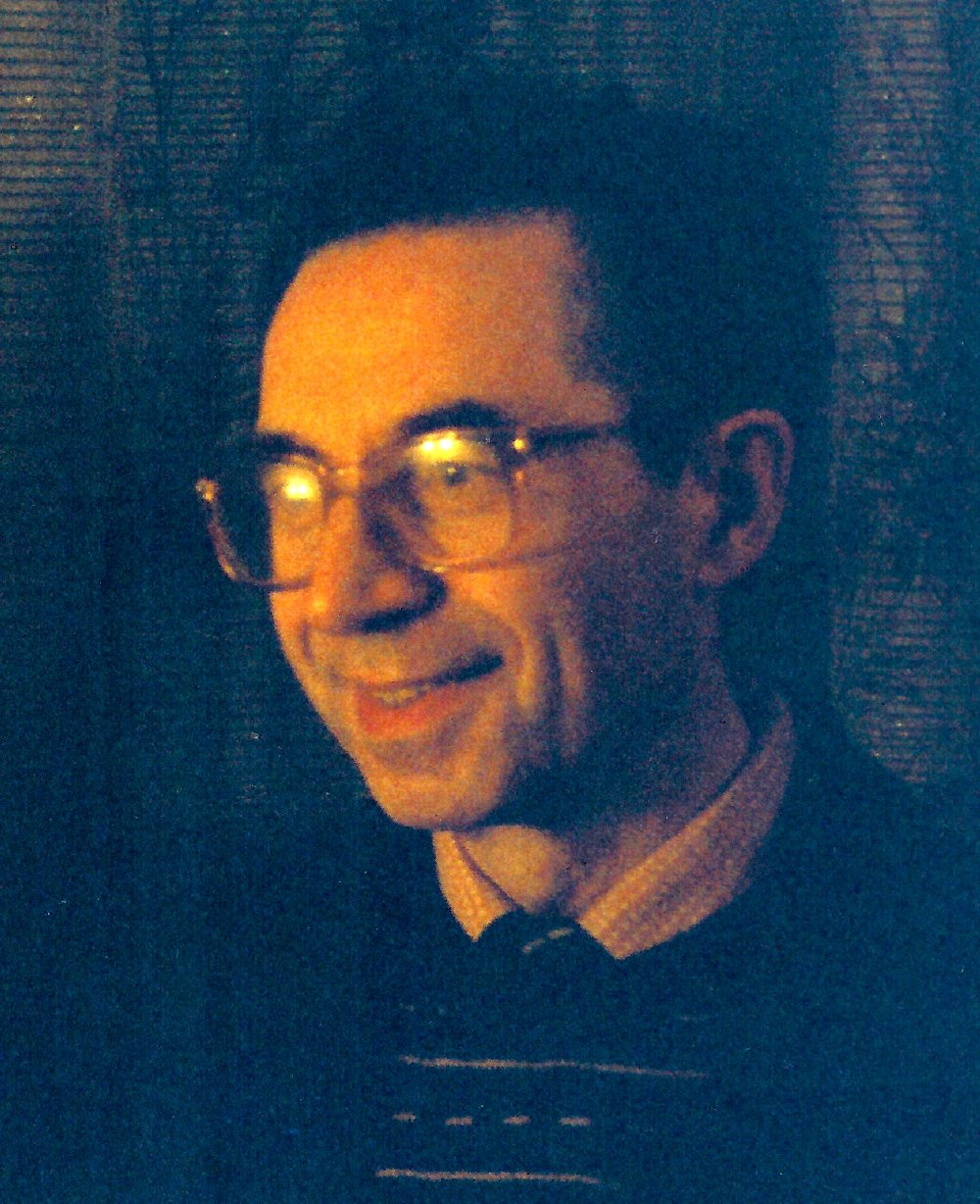
Юрий Николаевич Холопов — музыковед, автор курса музыкально-теоретических систем в современном российском музыкальном образовании

В российском музыкознании принято подразделять науки о музыке на исторические и теоретические (кроме того, музыковеды при обучении выбирают специализацию — «историк музыки» или «теоретик музыки»). Особенность же музыкально-теоретических систем — в том, что они равным образом относятся как к теории музыки (рассматривая ее историю на всей временной протяженности), так и к истории (потому что могут быть причислены к кругу исторических дисциплин, с их систематикой и методами исследования). Поэтому возможен различный подход к рассмотрению данной науки: с исторических позиций (как, в частности, поступал Г. Риман в своей «Истории музыкальной теории») и с теоретических (среди приверженцев такого метода — Т. Н. Ливанова).

## Периодизация
Один из важнейших исследователей музыкально-теоретических систем, Ю. Н. Холопов, предлагает следующую периодизацию истории музыкальной науки:
- времена Древнего мира (от первых научно-музыкальных памятников до границы античности и Средних веков);
- Средние века (от завершения Древнего мира до начала Нового времени);
- Новое и Новейшее время.

### Основные учебники и учебные пособия
- Музыкально - теоретические системы : учебник для историко - теоретических и композиторских факультетов музыкальных вузов / Ю. Холопов [и др.] ; [ред.: Т. С. Кюрегян, В. С. Ценова (отв. ред.)] ; Московская гос. консерватория им. П. И. Чайковского. - Москва : Композитор, 2006. - 631 с. : ил., ноты, табл.; 24 см.; ISBN 5-85285-854-4
- Музыкально-теоретическая система К. Штокхаузена [Текст] : лекция по курсам "Музыкально-теоретические системы", "Современная гармония" / М. А. Чаплыгина ; Гос. музыкально-пед. ин-т им. Гнесиных. - Москва : ГМПИ, 1990. - 96 с. : ил., нот. ил.; 20 см.
- Музыкально-теоретические системы европейского искусствознания : Методы изуч. и классификация / И. Котляревский. - Киев : Муз. Украiна, 1983. - 158 с. : ил., нот.; 20 см.